# Edvard Heiberg
Edvard Omsen Heiberg (10. januar 1897 i Kristiania – 5. november 1958 i København), var en norskfødt arkitekt, der flyttede til Danmark. Han blev en central skikkelse i funktionalismen og var desuden aktiv i Danmarks Kommunistiske Parti.

## Karriere
Edvard Heiberg var søn af bureauchef i Kirkedepartementet, senere borgmester i Kristiania Jacob Wilhelm Rode Heiberg og Christiane (Kekki) Jeanette Aimée Dedichen. Han gik på Håndværks- og Kunstindustriskolen i Kristiania 1915-16. Heiberg påbegyndte studier på Kunstakademiets Arkitektskole 1916, men fuldførte aldrig uddannelsen i protest mod studiets opbygning. Han stoppede på skolen 1922. Han var ansat hos Einar Madvig og Poul Methling i 1918 og siden på Emanuel Monbergs tegnestue et par år. 
Han var i Frankrig på forskellige tegnestuer, bl.a. hos Le Corbusier, 1922-24, og professor ved ved Bauhaus i Dessau i Tyskland i 1930. Efter hjemkomsten samarbejdede Heiberg med Thorkild Henningsen 1930-31 og med Karl Larsen 1931-34 og 1946-58. Han var i Moskva (på Byplankontoret) 1932. Han var medstifter og medlem af Kooperative Arkitekter 1934-1946.
Han fik i 1934 en dom i Københavns Byret på 40 dages hæfte for fornærmelser mod Tyskland, da han som redaktør havde fået bragt en 'utugtig' artikel og at han tilsendte den tyske gesandt i Danmark en resolution vedtaget af Studentersamfundet.
Som aktiv kommunist blev han efter annulleringen i 1941 af ikke-angrebspagten mellem Tyskland og Sovjetunionen sat i Vestre Fængsel, siden i Horserødlejren, inden han et par år efter flygtede til Sverige. Her arbejdede han for (Svenska Riksbyggan under Uno Åhrén) 1943-45.
Han var en flittig skribent, medlem af redaktionen af Kritisk Revy 1926-28 og censor ved Kunstnernes Efterårsudstilling 1929. Han var også medlem af bestyrelsen for A/S Sovjetfilm, medredaktør af tidsskriftet Plan 1932-35 og af Åndehullet 1933-34 og af Kulturkampen 1935-38. Han var tillige med i redaktionen af Arkitekten 1947-58, medlem af Vesterbros boligudvalg 1950-55, af Danske Arkitekters Landsforbunds Boligbyggeudvalg 1951-58 samt sekretær i Statens Byggeforskningsinstituts moduludvalg 1953-58.
Han udstillede på Kunstnernes Efterårsudstilling 1919, Verdensudstillingen i Paris 1925, Charlottenborg Forårsudstilling 1936-37 og 1941, triennalen i Milano 1957 (guldmedalje for elementkøkken Esto sammen med Svenn Eske Kristensen og Bent Salicath).
Heiberg giftede sig 19. juli 1923 på Frederiksberg med Ellen Margrethe Nielsen (26. november 1898 i København – 11. april 1992), datter af bagermester Carl Christian Eduard N. og Thyra Marie Bachmann. Han er begravet på Bispebjerg Kirkegård.

## Værker
- Eget hus, I.H. Mundts Vej, Virum (1924, fredet)
- Villa, Nils Tollers vei (no) 19, Oslo (1929)

Boligbebyggelser i København:
- Damtoften, Roskildevej (1931-34)
- Fælledgården, Sundholmsvej (1931-33)
- Ryparken, Lyngbyvej, Emdrup (1932)
- Del af Blidah Park, Hellerup (1933-34)
- Lundevænget (1934-35)
- Kantorparken (1939)
- Del af Bispeparken (1940)
- Damstokkene, Rødovre (1942-43)
- 1. del af Voldparken, Husum (1946)
- Spurvegården, Hvidovre (1950)
- Punkthus 1, 2 og 3 Ved Bellahøj, Bellahøj (1950-56)

Desuden:
- Hellerup Sygekasse (1937)
- Kvindeligt Arbejderforbunds bygning, Godthåbsvej, Frederiksberg (1939)
- Kvindelig Arbejderforbunds bygning, Rosenørns Allé (1940)
- Eget hus, Ådalsvej, Vanløse (1939)
- Bispebjerg Kulturcenter (1945-60)
- Randbølvej 13, København (1949, præmieret af Københavns Kommune)

### Konkurrencer
- Kommuneskole i Kongens Lyngby (1929, 1. præmie)

### Skriftlige arbejder
- 2 værelser straks, 1935.
- Planlægning af køkkener i etagehuse, 1950 (sammen med Bent Salicath og Svenn Eske Kristensen)
- "Fransk Nyttearkitektur" (om Le Corbusier), Arkitektur (norsk) 1924, 57
- "3 slags modernisme" (om Bauhausskolen), Politiken 6. december 1930
- "Boligkvarteret og byplanen", i: Socialt Boligbyggeri, Ole Buhl (red.) 1941
- "Reaktion og fremskridt i tidens arkitektur", Land og Folk 8. november 1948.